# Саміт АТЕС 2011
Саміт АТЕС-2011 (англ. APEC United States 2011) — двадцять третя щорічна зустріч лідерів держав АТЕС, яка пройшла у США в 2011 році.

## Питання
Транстихоокеанське стратегічне економічне партнерство. Очікувалося, що лідери дев'яти країн АТЕС обговорять Транстихоокеанське стратегічне економічне партнерство, багатосторонню угоду про вільну торгівлю.
Збалансований, стійкий та інклюзивний ріст. Лідери АТЕС підтримали принципи «двадцятки» у Пітсбурзі та погодились впроваджувати політику Рамкової програми G20 для сильного, стійкого та збалансованого зростання, ще більше розширюючи глобальне зобов'язання, менш схильне до дестабілізації та спадів. Лідери пообіцяли зробити зростання інклюзивнішим завдяки ініціативам АТЕС, які підтримуватимуть розвиток малих та середніх підприємств, сприятимуть перепідготовці робітників та розширюватимуть економічні можливості для жінок.
Регіональна економічна інтеграція. Ініціативи, очолювані США, будуть взаємодіяти з нинішніми та потенційними майбутніми членами Угоди про вільну торгівлю між Тихоокеанським партнерством з метою формування широкомасштабної, всеохоплюючої та високоякісної платформи для успішної інтеграції економік Азіатсько-Тихоокеанського регіону. Лідери АТЕС заявили про своє зобов'язання прискорити економічну інтеграцію та з цією метою підтримали американсько-австралійську ініціативу в АТЕС щодо сприяння транскордонній торгівлі послугами в регіоні.
Сприяння торгівлі. Лідери АТЕС вжили заходів для сприяння збільшенню товарообігу в регіоні шляхом спрощення складних митних процедур та документації, що випливають з численних торгових угод регіону, поліпшення захисту прав інтелектуальної власності та пришвидшення переміщення товарів через кордони та всередині них в межах регіону. Вони також оголосили план дій, розроблений для того, щоб до 2015 року зробити на 25 відсотків дешевшим, простішим та швидшим веденням бізнесу в регіоні за рахунок зменшення витрат та впорядкування процесів, пов'язаних із відкриттям та веденням бізнесу в країнах АТЕС.
Підтримка багатосторонньої торгової системи. Лідери АТЕС доручили своїм міністрам торгівлі працювати над успішним завершенням Доського раунду в 2010 році та підтвердили своє зобов'язання утримуватися від створення нових перешкод для інвестицій або торгівлі товарами й послугами.
Зміна клімату. Президент США Барак Обама закликав усі країни-члени АТЕС працювати разом для вирішення спільних загроз, пов'язаних зі зміною клімату. Він та лідери АТЕС закликали до колективних дій усіх економік і зобов'язалися доповісти про результати в Копенгагені в грудні.
Зниження рівню вуглецю та озеленення. Лідери АТЕС підтримали зобов'язання G20 щодо раціоналізації та поступового припинення середньострокових неефективних субсидій на викопне паливо, що заохочують марнотратне споживання. Керівники високо оцінили зусилля АТЕС щодо перегляду політики енергоефективності своїх членів та сприяння регіональній торгівлі екологічними носіями та послугами, що сприятиме зростанню кількості робочих місць.
Харчова безпека, безпека харчових продуктів та безпечна торгівля. Керівники доручили своїм посадовим особам реалізувати програми, спрямовані на підвищення продуктивності сільського господарства та вдосконалення ринків сільського господарства в регіоні АТЕС. Лідери також високо оцінили ініціативи АТЕС під керівництвом США, які об'єднують експертів державного та приватного секторів для просування найкращих міжнародних практик, що сприятимуть поліпшенню регіональної безпеки продуктів харчування та продуктів, боротьбі з торгівлею підробленими медичними виробами. Вони закликали продовжити роботу АТЕС у таких сферах, як торгівля та авіаційна безпека, фінансування боротьби з тероризмом, а також готовність до надзвичайних ситуацій та стихійних лих.

## Перебіг подій
Зустріч відбулася 12-13 листопада 2011 року в Гонолулу, штат Гаваї.

## Історія
Раніше Сполучені Штати вже проводили форум АТЕС у 1993 році.